# Penroseïta
La penroseïta és un mineral de la classe dels sulfurs que pertany al grup de la pirita. Rep el no en honor de Richard Alexander Fullerton Penrose Jr. (17 de desembre de 1863, Filadèlfia, Pennsilvània, EUA - 31 de juliol de 1931), geòleg miner.

## Característiques
La penroseïta és un selenur de fórmula química (Ni,Co,Cu)Se₂. Cristal·litza en el sistema isomètric. La seva duresa a l'escala de Mohs es teoba entre 2,5 i 3.
Segons la classificació de Nickel-Strunz, la penroseïta pertany a «02.EA: Sulfurs metàl·lics, M:S = 1:2, amb Fe, Co, Ni, PGE, etc.» juntament amb els següents minerals: aurostibita, bambollaïta, cattierita, erlichmanita, fukuchilita, geversita, hauerita, insizwaïta, krutaïta, laurita, pirita, sperrylita, trogtalita, vaesita, villamaninita, dzharkenita, gaotaiïta, al·loclasita, costibita, ferroselita, frohbergita, glaucodot, kullerudita, marcassita, mattagamita, paracostibita, pararammelsbergita, oenita, anduoïta, clinosafflorita, löllingita, nisbita, omeiïta, paxita, rammelsbergita, safflorita, seinäjokita, arsenopirita, gudmundita, osarsita, ruarsita, cobaltita, gersdorffita, hol·lingworthita, irarsita, jol·liffeïta, krutovita, maslovita, michenerita, padmaïta, platarsita, testibiopal·ladita, tolovkita, ullmannita, wil·lyamita, changchengita, mayingita, hollingsworthita, kalungaïta, milotaïta, urvantsevita i reniïta.
Els exemplars que van servir per a determinar l'espècie, el que es coneix com a material tipus, es troben conservats a les col·leccions del Museu d'Història Natural de Londres (Anglaterra), amb el número de registre: 1926,1; a la Universitat Harvard, amb el número: 87472; i a les col·leccions mineralògiques del Museu Nacional d'Història Natural, a Washington DC (Estats Units), amb els números de registre: 95302 i r7247.

## Formació i jaciments
Va ser descoberta a la mina Virgen de Surumi, a la Pprovíncia de Chayanta (Potosí, Bolívia). També ha estat descrita en altres indrets de l'Amèrica llatina, en diversos punts d'Europa, el Canadà i la República Popular de la Xina.